# Magda Seron
Magda Seron (Brussel, 28 augustus 1956) is een Belgische striptekenaar onder meer bekend van de stripreeksen De avonturen van Giel en Maria en Charly. Zij tekent onder het pseudoniem Magda.

## Carrière
Begin jaren zeventig van de twintigste eeuw werkte Seron in de reclame. In 1977 trad ze toe tot de studio van Édouard Aidans, waar ze voornamelijk letteringen, inkleuringen en andere kleine klussen uitvoerde. In het dagblad Vers L'Avenir publiceerde ze haar eerste strip, getiteld Tumak, op scenario van Linsenn. Hier werkte zij drie jaar. Haar liefde voor de natuur inspireerde haar vervolgens tot de creatie van een strip over twee Canadese ecologen, François Silence et Louise Saint-Louis, waarvoor Chris Lamquet het scenario leverde en dat gepubliceerd werd in Tremplin. Lamquet vroeg haar vervolgens als tekenaar voor de reeks De avonturen van Giel en Maria dat in het stripblad Kuifje verscheen.
In 1990 veranderde Seron van tekenstijl en verzon de stripreeks Charly op scenario van Denis Lapière, die in het stripblad Robbedoes werd gepubliceerd. Albums van deze serie werden door Dupuis gepubliceerd tussen 1991 en 2007.
In 2009 verscheen van haar hand op scenario van Marvano bij Le Lombard het album Het kleine afscheid (2009).
In 2003-2004 verschenen bij Dupuis drie albums in de reeks Secrets - Cavale op scenario van Frank Giroud en Florent Germaine.
In 2016-2018 werkte Seron aan de serie Sherman op scenario van Stephen Desberg, waarvan de albums verschenen bij Le Lombard.